# پانکراتیوم
پانکراتیوم (نام علمی: Pancratium) نام یک سرده از تیره نرگسیان است.